# Вчена рада
Уче́на ра́да — колегіальний орган у закладах вищої освіти й науково-дослідних інститутах.

## Особливості в Україні
У вишах ІІІ-IV рівнів акредитації Вчена рада утворюється строком до п'яти років, для національного закладу вищої освіти — строком до семи років. У виші також можуть діяти вчені ради факультетів, а також можуть бути створені вчені ради інших структурних підрозділів, повноваження яких визначаються керівником закладу вищої освіти.
Учену раду закладу вищої освіти очолює її голова — керівник вишу. До складу Вченої ради входять за посадами:
- заступники керівника закладу вищої освіти;
- декани;
- головний бухгалтер;
- керівники органів самоврядування закладу вищої освіти;
- виборні представники, які представляють науково-педагогічних працівників і обираються з-поміж завідувачів катедр, професорів, докторів наук;
- виборні представники, які представляють інших працівників закладу вищої освіти та які працюють у ньому на постійній основі, відповідно до квот, визначених у статуті закладу вищої освіти.

При цьому не менш як 75 % загальної чисельності складу Вченої ради мають становити науково-педагогічні працівники закладу вищої освіти. Виборні представники обираються вищим колегіальним органом громадського самоврядування закладу вищої освіти за поданням структурних підрозділів, в яких вони працюють.
Входження, зокрема керівників органів студентського самоврядування, які займають ці посади (навіть, на громадських засадах), до складу Вчених рад вишів є законним.

### Повноваження
До компетенції Вченої ради належать:
- подання до вищого колегіального органу громадського самоврядування проєкту статуту, а також змін і доповнень до нього;
- ухвалення фінансових плану і звіту закладу вищої освіти;
- подання пропозицій керівнику закладу вищої освіти щодо призначення та звільнення з посади директора бібліотеки, а також призначення та звільнення з посади проректорів (заступників керівника), директорів інститутів та головного бухгалтера;
- обрання на посаду таємним голосуванням завідувачів катедр і професорів;
- ухвалення навчальних програм та навчальних планів;
- ухвалення рішень з питань організації навчально-виховного процесу;
- ухвалення основних напрямів наукових досліджень;
- оцінка науково-педагогічної діяльності структурних підрозділів;
- приймає рішення щодо кандидатур для присвоєння вчених звань доцента, професора, старшого наукового співробітника.

Не менше як половиною статутного складу Вченої ради закладу вищої освіти можуть вноситися клопотання до вищого колегіального органу громадського самоврядування вишу про відкликання керівника закладу вищої освіти.
Рішенням Ученої ради закладу вищої освіти створюється катедра за умови, якщо до її складу входить не менше ніж п'ять науково-педагогічних працівників, для яких катедра є основним місцем роботи, і не менше ніж три з яких мають науковий ступінь або вчене звання.
Ученою радою вищого навчального закладу обираються на посаду завідувач катедри за конкурсом строком на п'ять років (для національного вишу — строком на сім років), директор бібліотеки закладу вищої освіти строком на п'ять років (для національного закладу вищої освіти — строком на сім років).
Рішенням Ученої ради створюється факультет закладу вищої освіти за умови, якщо до його складу входить не менше ніж три катедри й на ньому навчається не менше ніж 200 студентів денної (очної) форми навчання.
Рішення Вченої ради закладу вищої освіти вводяться в дію рішеннями керівника вишу.

### Учена рада факультету
Учена рада факультету є колегіальним органом факультету закладу вищої освіти III-IV рівнів акредитації. Таку Вчену раду очолює її голова — декан факультету. До складу Вченої ради факультету входять за посадами:
- заступники декана;
- завідувачі катедр;
- керівники органів самоврядування факультету;
- виборні представники, які представляють науково-педагогічних працівників і обираються з-поміж професорів, докторів наук;
- виборні представники, які представляють інших працівників факультету і які працюють у ньому на постійній основі, відповідно до квот, визначених у статуті закладу вищої освіти.

При цьому не менш як 75 % загальної чисельності складу Вченої ради факультету мають становити науково-педагогічні працівники факультету. Виборні представники обираються органом громадського самоврядування факультету за поданням структурних підрозділів, в яких вони працюють. Входження, зокрема, керівників органів студентського самоврядування факультету, які займають ці посади (навіть, на громадських засадах), до складу вчених рад факультетів є законним.
Виборними представниками від факультету до Вченої ради факультету та Вченої ради вишу не можуть бути студенти або аспіранти (особи, які навчаються у виші), бо виборні представники, які представляють науково-педагогічних працівників обираються з-поміж професорів, докторів наук, а виборні представники, які представляють інших працівників факультету мають працювати в ньому на постійній основі.
До компетенції Вченої ради факультету належать:
- визначення загальних напрямів наукової діяльності факультету;
- обрання на посаду таємним голосуванням асистентів, викладачів, старших викладачів, доцентів, декана;
- ухвалення навчальних програм і навчальних планів;
- розв'язання питань організації навчально-виховного процесу на факультеті;
- ухвалення фінансових плану і звіту факультету.

Рішення Вченої ради факультету вводяться в дію рішеннями декана факультету. Рішення Вченої ради факультету може бути скасовано Вченою радою закладу вищої освіти.